# Trafik-Trolle
Trafik-Trolle är huvudperson i ett populärt material från Barnens Trafikklubb som drevs av NTF. Figurerna lanserades under 1990-talet, efter att undervisningen tidigare bedrivits genom Anita & Televinken. Trafik-Trolle är ett troll, som är "rött och svart och litet som en boll". Materialet om Trafik-Trolle består företrädesvis av läshäften och kassettband.

## Trolles kassettradio
Trolles kassettradio handlar om Trafik-Trolle och hans fyra bröder som spelar, sjunger och diskuterar kring ämnet trafik. Materialet författades och producerades av Michael B. Tretow som själv gjorde rösterna till alla figurerna (utom Rasmus, Fia och Rasmus kompisar) och spelade alla instrument. Sofia Tretow och Rasmus Tretow, som är barn till Michael, medverkar också.
Den galna humorn och den välproducerade musiken var en stor kontrast till de tidigare ganska präktiga barnskivorna från NTF. Sommaren 2005 återutgavs Trolle-banden på två CD-skivor, "Stopp" och "Härgårman".
Det finns fyra kassettband i färgerna rött, gult, grönt och blått. Det röda och gula bandet är anpassat för barn som är 3-4 år medan de gröna och blåa är för 5-6 år gamla barn.

### Rollfigurer

#### Troll
- Trolle – Självgod och världens medelpunkt. Norrbottnisk dialekt.
- Kolle – Är musiktroll och spelar diverse fantasifulla instrument som exempelvis "plopporgel", "gnällpipa" och "rapofon".
- Molle – Den minsta brodern, busar och skyller ifrån sig på de andra trollen. Pratar skånska.
- Jolle – Osäker och rädd. Är bland annat rädd för russin. Stockholmsk dialekt, i målbrottet.
- Rolle – Är storebror och pratar östgötska.

#### Övriga
- Onkel Mickwald – En vuxen som kommer och berättar knasiga sagor. Hans röst görs av Michael B. Tretow.
- Rasmus – En kille som hjälper Onkel Mickwald med sagoberättandet. Har världens lättaste telefonnummer: 111-11-11. Hans röst görs av Rasmus Tretow.
- Fia – En tjej som är med i sagan om "Guldlock och de tre trollen" och sjunger. Hennes röst görs av Sofia Tretow.
- Roger – En musikalisk geting. Hans röst är en datorstyrd ljudeffekt.
- Trafix LS7 4911-2B – Trafik-Trolles trafikrobot som vet nästan allt om trafik och hatar gåtor. Oftast endast kallad Trafix. Hans röst görs av Michael B. Tretow.

### Låtlista
Röda bandet, CD "Stopp" låt 1–6
1. Godda, godda, godda – 3:46
2. Trolle är bäst – 6:50
3. Sagan om de tre trollen Bruse – 4:38
4. Trollena Bruses visa – 5:57
5. Jönssons gård 6:53
6. Gnällpipan – 1:49

Gula bandet, CD "Stopp" låt 7–12
1. Godda, godda, godda – 4:38
2. Jag är galen (i kex) – 10:01
3. Dum dum dum – 3:41
4. Sagan om den stora stygga vargen och de tre små trollen – 12:13
5. Vargen – 3:15
6. Om du har någonting i huvudet – 5:26

Gröna bandet, CD "Härgårman" låt 1–6
1. Godda, godda, godda – 4:05
2. Russin – 9:08
3. Se var du går – 4:05
4. Sagan om Guldlock och de tre trollen – 5:26
5. Skogen – 8:42
6. Raplåt från Nylle – 3:11

Blåa bandet, CD "Härgårman" låt 7–15
1. Godda, godda, godda – 4:25
2. Ibland – 8:26
3. Om du hör något i luften – 5:17
4. Sagan om en häxa som håller på och dummar sig i skogen – 3:03
5. Nu är det slut – 3:39
6. En otäck sång – 7:06
7. Tutlåt – 1:31
8. Denna underbara sång – 3:29
9. Troll – 1:28

## Häften
I materialet för Trafik-Trolle ingår 16 läshäften som är anpassat för barn i åldrarna 3-6 år. Det handlar om familjen Berglund som bor på Blåsippsvägen och består av pappa, mamma, storebror Danne och lillasyster Millan. Häftena innehåller en historia med bilder på varje sida där barnen som en del i leken hamnar i olika trafiksituationer. Då kommer Trafik-Trolle och berättar om hur det fungerar i trafiken. Häftena avslutas med Trolles Trafikskola samt anvisningar och tips för vuxna.
Följande häften ingår:
- Millan åker pulka (Vinter 3 år)
- Millan och Sara på utflykt (Vår 3 år)
- Millan och Danne på landet (Sommar 3 år)
- Den hemlige gästen (Höst 3 år)
- Millan åker till stan (Vinter 4 år)
- Millan får en ny kompis (Vår 4 år)
- Resan till farfar (Sommar 4 år)
- Millan och hunden Rufsen (Höst 4 år)
- Pappas vintervurpa (Vinter 5 år)
- Dannes nya fotboll (Vår 5 år)
- Igenkotten Kottan (Sommar 5 år)
- Den lysande ugglan (Höst 5 år)
- Snögrottan (Vinter 6 år)
- Millan på cykeltur (Vår 6 år)
- Millan blir borttappad (Sommar 6 år)
- Danne i svampskogen (Höst 6 år)

För produktion av häftena står Eva Herrlin för berättelse och Sonja Härdin för illustrationer och layout. I arbetsgruppen ingick Britt Nilsson (projektledare NTF), Alf Kling (förlagschef NTF), Marianne Karlsson (förskollärare) och Tomas Rahm (förskolepsykolog).

## Övrigt material
I övrigt material om Trafik-Trolle fanns bland annat reflexer, knappar, pussel, gympapåsar och klistermärken.

### Fotnoter
1. ↑  Ingrid Jernberg (27 februari 2012). ”Berätta mer om Barnens trafikklubb” (på svenska). Sundsvalls tidning. Arkiverad från originalet den 21 augusti 2018. https://web.archive.org/web/20180821160527/https://www.st.nu/artikel/allmant/medelpad/beratta-mer-om-barnens-trafikklubb. Läst 21 augusti 2018.
2. ↑  ”Slut med Barnens trafikklubb”. Sveriges radio. 20 februari 2002. https://sverigesradio.se/sida/artikel.aspx?programid=125&artikel=44439. Läst 21 augusti 2018.